# Marcus Chown
Marcus Chown es un escritor y divulgador científico británico. Es asesor de cosmología para la revista New Scientist. Ha escrito numerosos libros sobre cosmología, orientados sobre todo al mercado popular.
Se licenció en Física en la Universidad de Londres en 1980, más tarde obtuvo un doctorado en Astrofísica en el Instituto Tecnológico de California.

## Obras
- Afterglow of Creation: From the fireball to the discovery of cosmic ripples (1993).
- The Magic Furnace: The quest for the origin of atoms (1999).
- The Universe Next Door: Twelve Mind-Blowing Ideas from the Cutting Edge of Science (2001).
- The Never-Ending Days of Being Dead: Dispatches from the Front Line of Science (2007).
- Quantum Theory Cannot Hurt You: A Guide to the Universe (2007), previamente publicada como The Quantum Zoo: A Tourist's Guide to the Neverending Universe (2005), que ha sido publicada al español como El zoo cuántico, guía turística del interminable Universo.
- Felicity Frobisher and the Three-Headed Aldebaran Dust Devil (2008).
- We Need to Talk About Kelvin: (published in the U.S. as The Matchbox That Ate A Forty-Ton Truck) (2009).